# Burg Pernegg
Die Burgruine Pernegg ist die Ruine einer Höhenburg in der Gemeinde Pernegg an der Mur in der Steiermark.

## Lage
Die Ruine liegt „auf einem nach Osten und Westen steil abfallenden Bergrücken oberhalb des Ortes Pernegg“.

## Geschichte
Pernegg, eine der ältesten Herrschaften der Steiermark und immer freies Eigen, wurde wahrscheinlich von einem Freien namens Pero erbaut; Ulrich von Pernegg wurde 1143 urkundlich erwähnt. Pernegg war ein Ministeriale der Markgrafen von Steier und wegen seiner Streitsucht berüchtigt. 1322 erfolgte ein Ausbau der Burg; Nachbargrundstücke wurden erworben, um den Besitz auszuweiten. Wilhelm von Pernegg war 1427 steirischer Landeshauptmann und oberster Hofmeister Herzog Friedrichs.
Später war die Burg Pernegg Stützpunkt von Räubern und Wegelagerern, ihr Burgherr, Wilhelm von Pernegg, beteiligte sich an den Raubzügen. Er wurde 1525 gefangen genommen, eingekerkert und starb 1532 im Gefängnis. 1543 erlosch die Familie der Pernegger, ihr Besitz wurde aufgeteilt. Gallus und Moritz von Racknitz wurden die neuen Eigentümer der Burg. Gallus baute ab 1577 ein neues Schloss, die Burg begann wegen fehlender Instandhaltungsmaßnahmen zu verfallen. Sie ist gegenwärtig eine Ruine.

## Architektur

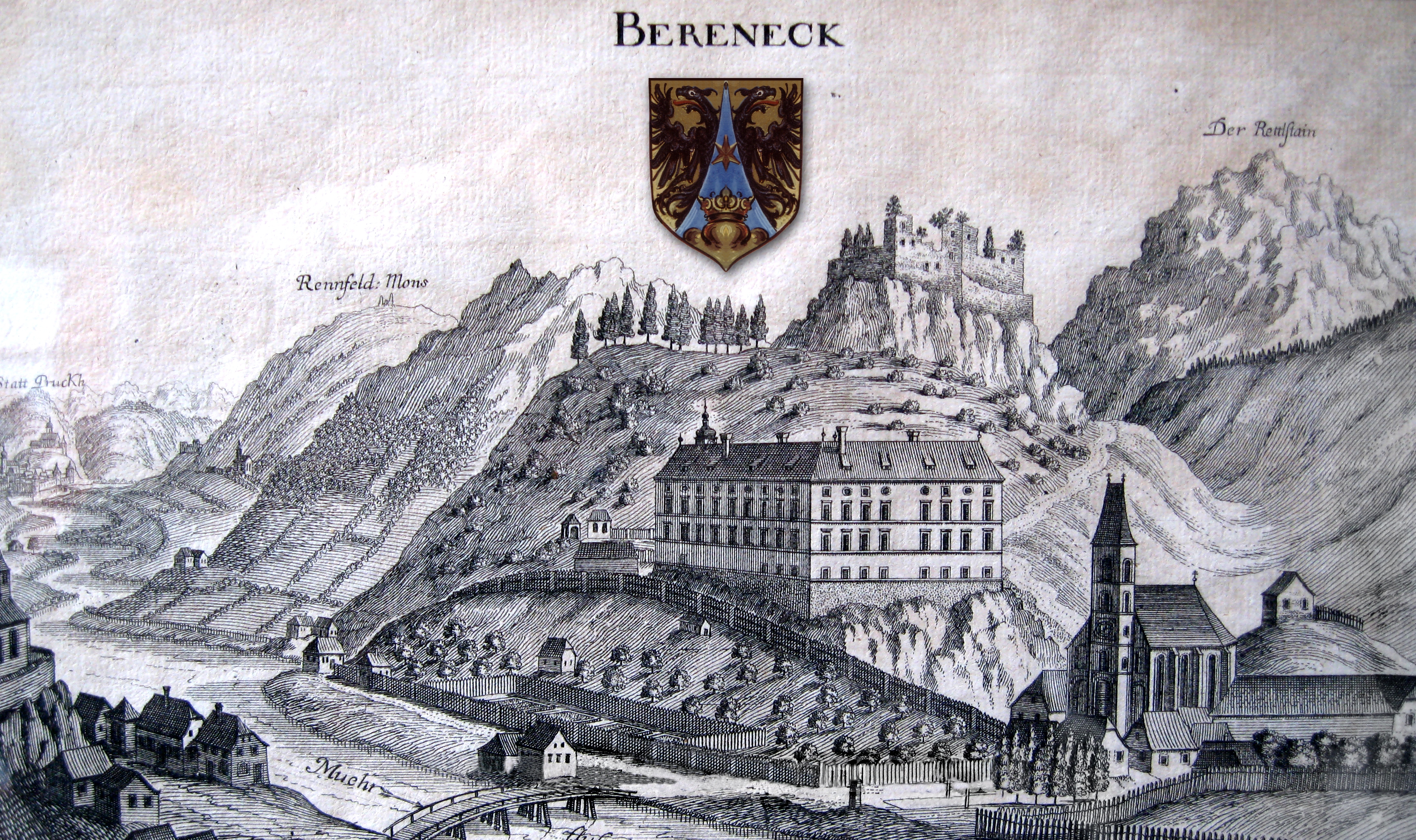
Georg Matthäus Vischer: Schloss Bereneck (Pernegg), Kupferstich, Wappen nachträglich digital appliziert. Aus: Georg Matthäus Vischer: Topographia Ducatus Stiriae. Johann Bitsch Universitäts Buchhandlern, Graz 1681, s.p. [p. 23].

Die Burgruine Pernegg ist stark verwachsen und besteht aus zwei Teilen: der Oberburg und der Unterburg, von der ein viereckiger Turm übrig ist. Über eine mit Türmen verstärkte Wehrmauer führt der Zugang, von Gräben unterbrochen, zur Kernburg (Oberburg). Zwischen zweitem und drittem Graben ist die Ruine einer Barbakane erhalten. Der längliche Burghof war von Wohnbauten begrenzt, die im Osten nur mehr als Mauerreste erhalten sind. Am Bergfried war ein Palas angeschlossen. Da die Angriffsseite der Burg Pernegg im Nordwesten lag, war eine halbrunde Schildmauer angelegt, auch um Artilleriebeschuss standzuhalten.
Die Unterburg stammt aus dem 14. Jahrhundert und wurde durch eine Ringmauer gesichert, die gegenwärtig eine Höhe von acht Metern aufweist. Sämtliche Bauten wurden im 16. Jahrhundert abgetragen und als Baumaterial von Schloss Pernegg verwendet.